# 博龙资产管理
博龙资产管理有限公司（Cerberus Capital Management, L.P.，又译赛伯乐斯）是美国最大的私人股权投资公司之一。 该公司总部设在纽约市，由48岁的金融家斯蒂夫·费伯格(Stephen Feinberg)成立。美国前副总统丹·奎爾已成为博龙的发言人并运行它的一个国际部門。

## 历史
成立于1992年，博龙-刻耳柏洛斯 （希腊神话中的传奇三頭狗該狗負責守衛陰間大門）該公司專門收購快倒閉的公司加以重整殘值，並利用自身的管理技巧和人脈使公司重新上軌道後售出。
在过去几年里该公司一直非常积极企业的收购，目前已在廣泛領域投資：体育用品，纸制品，军事服务，房地产，能源，零售，玻璃，运输和建筑等。 在2006年，其資本达240亿美元。 特色是其他同行頂多單純收购公司，從中尋找资产和销售上的殘存利润，但是博龙靠建立自己的声誉來加持對象公司的价值低估狀況，并协助貸款來振兴他们的本行工作還利用管理技術改善現有的管理方式，史蒂夫范伯格總是認為很多快倒閉的公司其實都只有一兩個小地方出錯，只要能把它們修好就能成為金雞母，甚至長期經營而不必脫手。
2006年10月19日前美国总统布什的第二个财政部长约翰・斯诺被任命为主席。
2007年5月14日，戴姆勒-克莱斯勒公司宣布，克莱斯勒的80.1%股份被出售给博龙。
2014年3月7日博龍資產管理同意斥94億美元收購美國第二大連鎖超市西夫韦，并将其與博龍旗下的艾伯森合併，在美國西海岸建立一家佔主導地位的連鎖超市。